# Paracontias hafa
Paracontias hafa — вид сцинкоподібних ящірок родини сцинкових (Scincidae). Ендемік Мадагаскару.

## Поширення і екологія
Paracontias hafa відомі з двох місцевостей, розташованих в регіоні Сава на півночі острова Мадагаскар, зокрема в заповідниках Анджанахарібе-Суд та Амбіландамбо. Вони живуть у вологих тропічних лісах, серед опалого листя. Зустрічаються на висоті від 400 до 1000 м над рівнем моря.

## Збереження
МСОП класифікує стан збереження цього виду як близький до загрозливого. Paracontias hafa загрожує знищення природного середовища.